# Skupina kosmonautů Akademie věd
Skupina kosmonautů Akademie věd SSSR vznikla roku 1967 s předpokladem účasti vědců v letech na Měsíc. Už v létě 1968 byli vědci z lunárního programu vyřazeni a skupina se postupně rozešla. Začátkem 80. let získala Akademie věd opět vlastní kosmonauty, ale sestavit plnohodnotný oddíl se nepodařilo. Žádný kosmonaut skupiny nebyl zařazen do hlavní či záložní posádky.

## Historie
O vlastních kosmonautech se v Akademii věd diskutovalo od roku 1963. Během roku 1965 byl připraven status, způsob výběru a výcviku členů oddílu. Začátkem roku 1966 se organizace výběru ujal Georgij Katys, který absolvoval kosmický výcvik v programu Voschod. 31. října 1966 prošli čtyři kandidáti – Valentin Jeršov, Rudolf Guljajev, Ordinard Kolomijcev a Mars Fatkullin – mezirezortní lékařskou komisí a od 22. května 1967 jako členové skupiny kosmonautů AV zahájili přípravu v CPK, od května 1968 včetně Katyse, jmenovaného jejich vedoucím. Přičemž se počítalo s účastí v měsíčním programu. Všeobecnou přípravu ukončili v létě 1968, ale současně byla účast vědců v lunárním programu zrušena. Pomalý rozvoj orbitálních stanic naději na lety nedával, a tak se skupina do roku 1974 postupně rozešla.
Ještě roku 1968 začala příprava dalšího náboru. Roku 1970 souhlas Hlavní lékařské komise k výcviku získali oceánograf Zyjatdin Kajumovič Abuzjarov, fyzik Gurgen Abelovič Ivanjan a geolog Genrich Semjonovič Štejnberg. První dva si ještě několik let udržovali lékařský souhlas, ale výcvik nezahájili a do skupiny začleněni nebyli.
Dalším kosmonautem AV se stala až roku 1980 Irina Latyševová, připravovala se s kosmonauty NPO Energija, ale k letům se nedostala, skupinu opustila roku 1993. V 80. letech získali souhlas lékařů k výcviku Arkadij Ivanovič Melua (17. dubna 1985) a Anatolij Jurjevič Murašov (24. března 1989), ale výcvik nezahájili a zůstali u své dosavadní práce.
V druhé polovině 80. let byli na závěr kariéry z oddílu NPO Eněrgija do Akademie věd přeloženi Georgij Grečko (v Akademii věd od července 1986 do března 1992) a Valentin Lebeděv (v Akademii věd od listopadu 1989 do února 1993).
Roku 1993 bylo rozhodnuto o znovuvytvoření oddílu nyní už Ruské akademie věd. Jako budoucí vedoucí oddílu byl v září 1993 z CPK do Akademie věd převeden Anatolij Arcebarskij. Jeho snaha o organizaci oddílu byla neúspěšná. Tak se v létě 1994 vrátil do armády a zahájil studium na Akademii generálního štábu.
V březnu 1995 byl z oddílu IMBP přeložen Jurij Stěpanov, snažil se o zařazení do některé posádky na Mir, dokud roku 2002 neztratil souhlas lékařů ke kosmickým letům. Od té doby zůstává kosmonautem Ruské akademie věd čistě formálně.

## Přehled kosmonautů Akademie věd
| Jméno                               | Narození/úmrtí                   | Ve skupině od                                                        | Ve skupině do                                                |
| ----------------------------------- | -------------------------------- | -------------------------------------------------------------------- | ------------------------------------------------------------ |
| Georgij Petrovič Katys              | 31. srpna 1926 7. srpna 2017     | května 1968 (výcvik pro Voschod 29. května 1964 – začátek roku 1966) | září 1974                                                    |
| Valentin Gavrilovič Jeršov          | 21. ledna 1928 15. února 1998    | 22. května 1967                                                      | srpna 1974                                                   |
| Rudolf Alexejevič Guljajev          | 14. listopadu 1934               | 22. května 1967                                                      | června 1971                                                  |
| Ordinard Pantělejmonovič Kolomijcev | 29. ledna 1933 16. července 2012 | 22. května 1967                                                      | července 1968                                                |
| Mars Nurgalijevič Fatkullin         | 14. května 1939 15. dubna 2003   | 22. května 1967                                                      | konec roku 1970                                              |
| Irina Dmitrijevna Latyševová        | 9. července 1953                 | 27. února 1981                                                       | 25. února 1993                                               |
| Georgij Michajlovič Grečko          | 25. května 1931 8. dubna 2017    | 22. května 1986 (převeden z oddílu NPO Eněrgija)                     | 1. března 1992                                               |
| Valentin Vitaljevič Lebeděv         | 14. dubna 1942                   | 4. listopadu 1989 (převeden z oddílu NPO Eněrgija)                   | 25. února 1993                                               |
| Anatolij Pavlovič Arcebarskij       | 9. září 1956                     | 7. září 1993 (převeden z oddílu CPK)                                 | 28. července 1994                                            |
| Jurij Nikolajevič Stěpanov          | 27. září 1936                    | 20. března 1995 (převeden z oddílu IMBP)                             | od roku 2002 nemá souhlas lékařů, kosmonautem pouze formálně |